# Paximadia

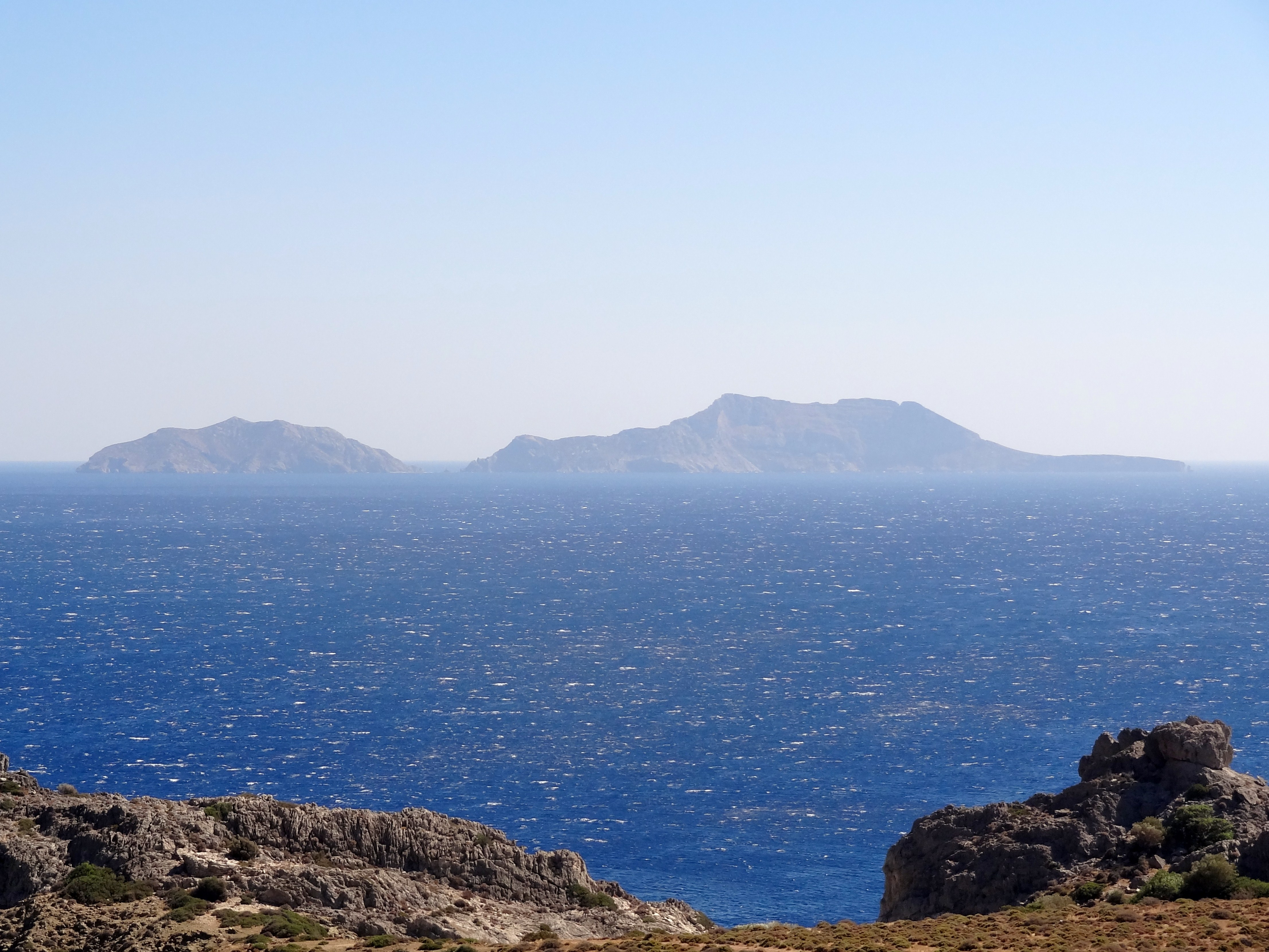
Le isole Paximadia viste dalla costa di Creta.

Le Isole Paximadia (in greco Παξιμάδια?) sono due isole disabitate poste a circa 12 km dalla costa meridionale di Creta, nel Mar Libico a est del Mar Mediterraneo.

## Origine del nome
Il nome Paximadia sarebbe stato assegnato dai cretesi per via della somiglianza con i biscotti chiamati "paximádi".

## Mitologia
Nella mitologia cretese le Isole Paximadia sono i luoghi di nascita di Apollo e Artemide.

## Letteratura
Le isole Paximadia svolgono un ruolo importante nell'opera Der kretische Gast del tedesco Klaus Modick.